# Getto w Falenicy

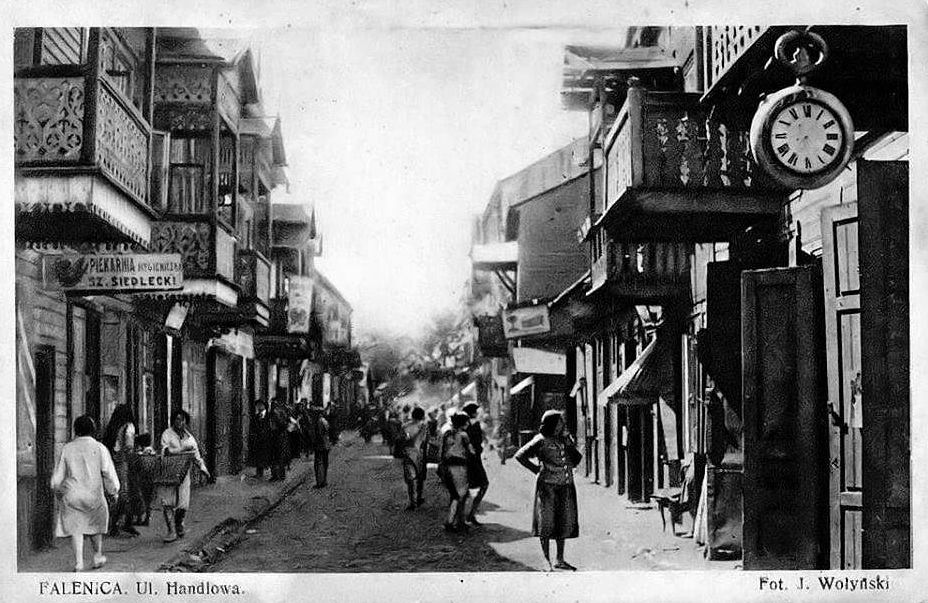
Falenica. Dawna ulica Handlowa, obecnie Walcownicza, przed 1939

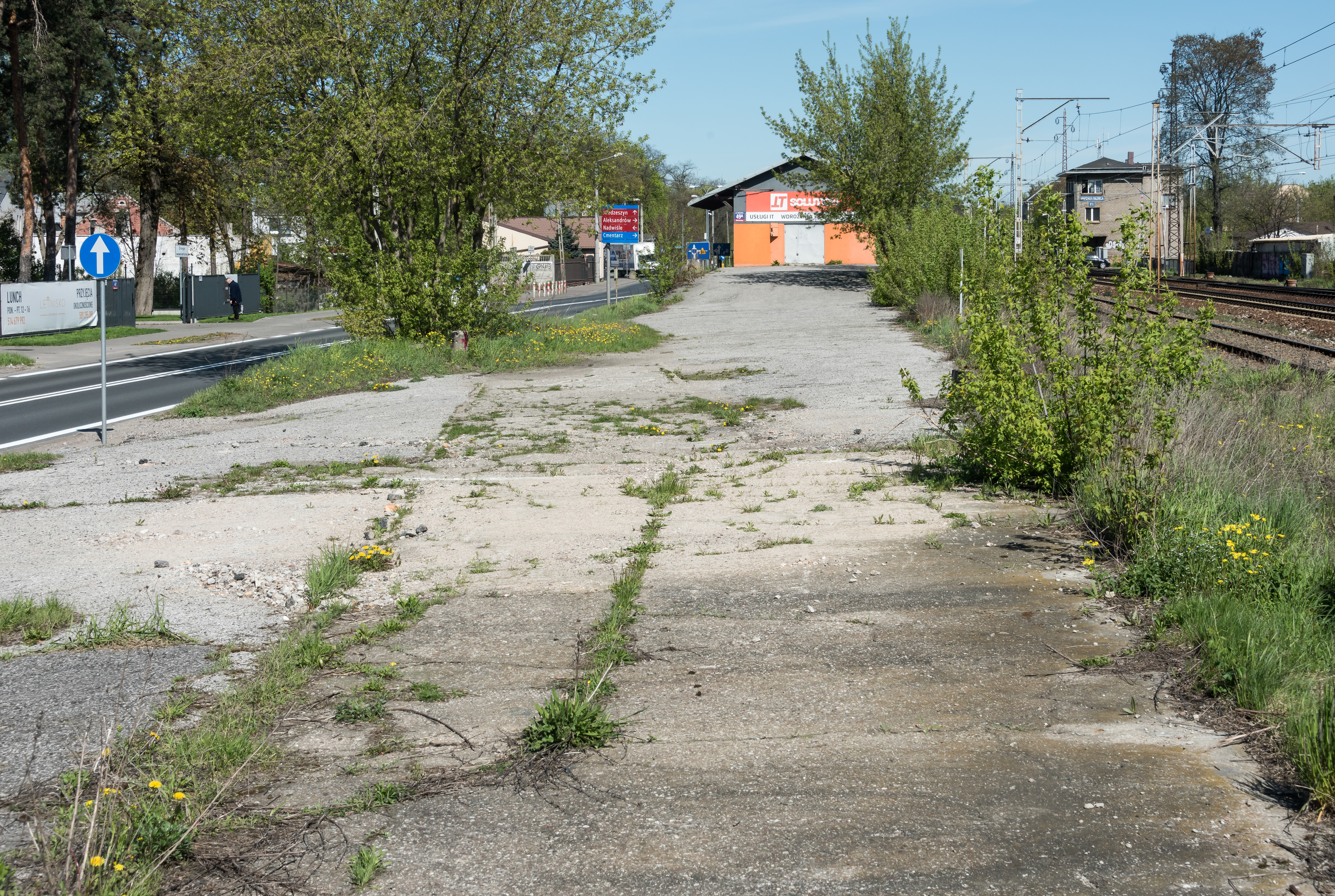
Rampa na stacji Warszawa Falenica, skąd wywieziono falenickich Żydów do obozu zagłady w Treblince

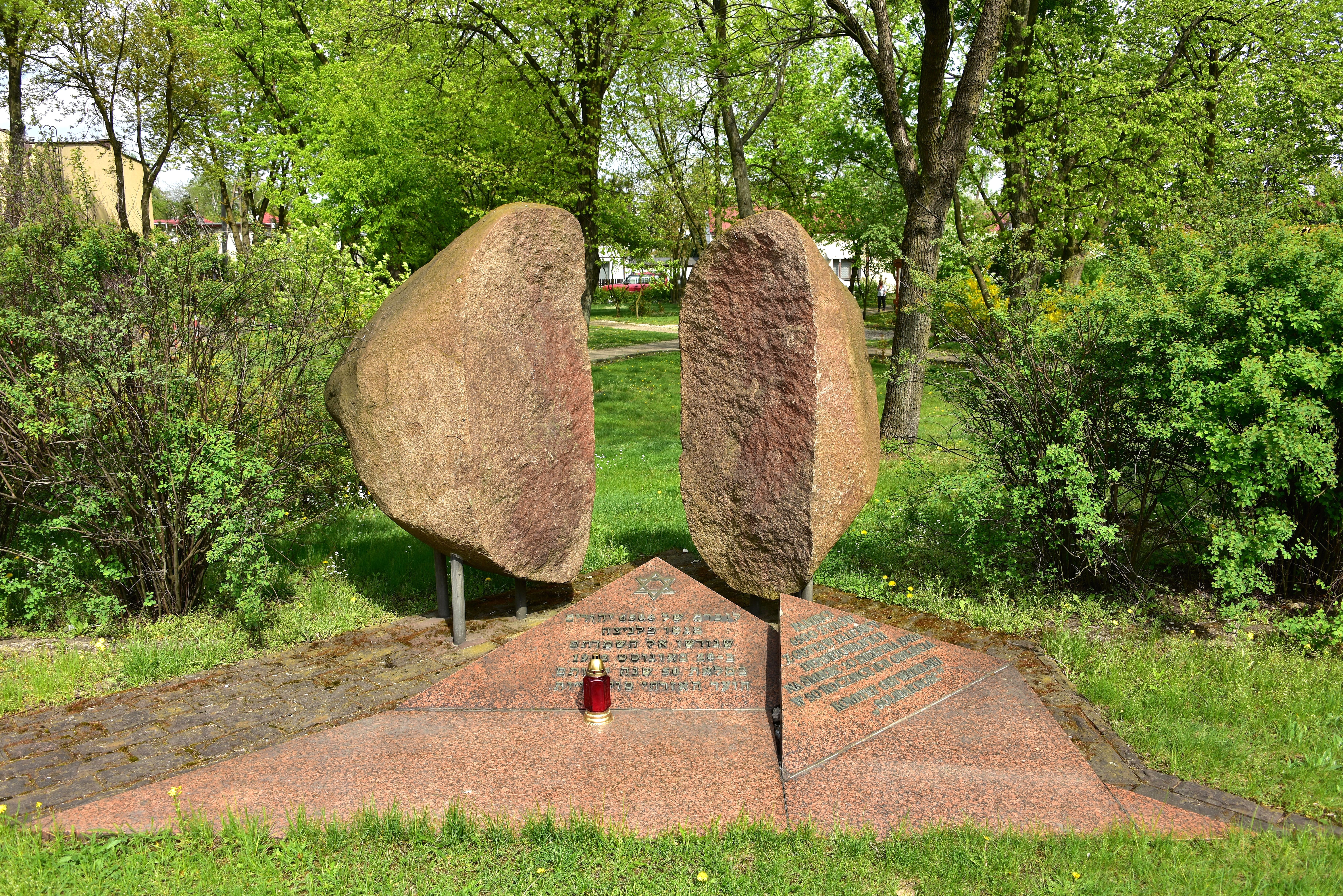
Pomnik odsłonięty w 50. rocznicę likwidacji przez Niemców falenickiego getta

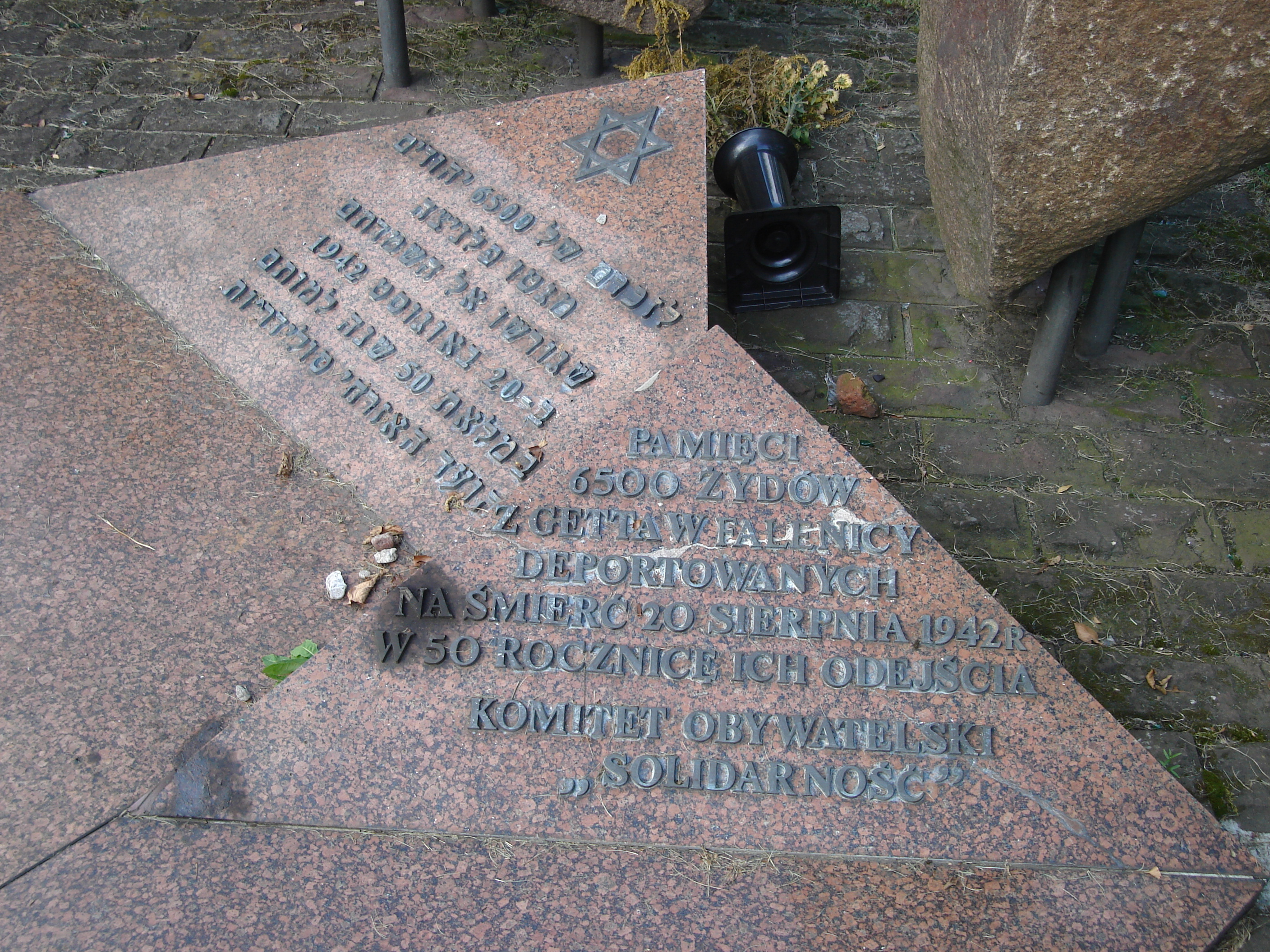
Napis na pomniku

Getto w Falenicy (getto falenickie) – getto dla ludności żydowskiej, utworzone przez Niemców w Falenicy.
Ogółem przeszło przez nie 7500 osób, około 1500 zmarło z głodu i chorób, około 300 zamordowano w getcie i miejscowym obozie pracy, większość pozostałych zginęła w obozie zagłady w Treblince.

## Powstanie getta
31 października 1940 roku niemieccy naziści założyli, na terenie ówczesnego podwarszawskiego miasteczka Falenica, getto dla Żydów zamieszkujących gminę Falenica Letnisko i okolice. Przyczyną takiej lokalizacji była liczebność miejscowej gminy żydowskiej. Wszyscy Polacy musieli się wyprowadzić ze swoich domów, jeśli te znajdowały się na terenie przeznaczonym na getto, a Żydom po skonfiskowaniu domów poza gettem dano czas na osiedlenie się na jego terenie do 1 grudnia 1940. Po tym terminie wszyscy znajdujący się poza jego obszarem byli zabijani. Na ograniczony drutem kolczastym teren prowadziły dwa wjazdy – od strony Falenicy na ulicy Handlowej (obecnie Walcownicza), a od strony Miedzeszyna na ulicy Polnej (obecnie Drozdowa). Obszar getta wyznaczały (współczesne) ulice: Lawinowa, Mszańska, Chryzantemy, Hiacyntowa, Bartoszycka oraz krótkie fragmenty Bystrzyckiej, Walcowniczej i Patriotów.
Władzę w getcie sprawowała, powołana przez Niemców i całkowicie im podporządkowana, Rada Żydowska (niem. Judenrat). Jej pierwszymi członkami byli T. Cukerman i Dintsman, którzy zostali zamordowani przez okupantów po kilku miesiącach urzędowania. Później w jej skład wchodzili: Eliasz Finkel, Henryk Szancer, Dawid Ołdak i Mendel (Mieczysław) Chodźko.

## Życie codzienne
Początkowo istniała pewna komunikacja między gettem a pozostałą częścią Falenicy. Przechodzono przez druty między gettem a Falenicą, okoliczni mieszkańcy skracali sobie drogę do przystanku kolejowego w Miedzeszynie, przychodzili po poradę lekarską do sanatorium im. Wł. Medema, a nawet wypasali na jego terenie krowy, natomiast wysiedleni z Falenicy Żydzi przechodzili na „aryjską stronę” doglądać swojego dobytku.
10 stycznia 1941 getto zostało zamknięte, a za jego opuszczenie groziła śmierć. Zaczęto zwozić do niego Żydów z innych miejscowości: Dobrego, Kałuszyna, Wyszkowa, Mrozów, sporadycznie także z Łodzi i Warszawy. Ze względu na znaczne zagęszczenie ludności, biedę i fatalne warunki sanitarne w getcie zaczęły szerzyć się choroby zakaźne, takie jak tyfus i gruźlica. Stacjonujący w Falenicy SS-mani wielokrotnie wizytowali getto, często mordując osoby, które zwróciły na siebie ich uwagę. Według korespondencji pomiędzy Komitetem Pomocy Społecznej przy miejscowym Judenracie a Żydowską Samopomocą Społeczną w Krakowie śmiertelność w styczniu 1942 roku wyniosła 2% ogółu mieszkańców i była o 100% wyższa niż w miesiącu poprzednim. Z 6500 Żydów falenickiego getta 3500 potrzebowało pomocy opieki społecznej, wzrastała liczba sierot, a dzieci w większości były chore.
16 lipca 1942 Niemcy zażądali 100 tysięcy złotych okupu, grożąc przesiedleniem w przypadku niezapłacenia. Po tym, jak w nocy przejechał obok falenickiego getta pociąg z mieszkańcami z likwidowanego 19 sierpnia getta w Otwocku, Żydzi zorientowali się jednak o bezcelowości okupu.

### Obóz pracy
Z końcem 1941 roku założono, na terenie tartaku Rubena Najwera, obóz pracy dla około 400 Żydów, Ich zadaniem była praca w tartaku, wykonywanie robót melioracyjnych i budowa strategicznej drogi, od koloru ceglanego bruku zwaną czerwoną drogą (obecnie ulica Podkowy). W maju 1942 roku Niemcy zabrali do pracy w Tartaku od 80 do 100 osób, informując że tylko ci mają szanse na przeżycie. Pracujący w tartaku zostali zamordowani 7 maja 1943 przez niemiecką żandarmerię. Część zastrzelono, a reszta zginęła od wybuchu granatu wrzuconego do baraku, w którym przebywali. Pochowano ich w zbiorowej mogile za tartakiem. Jednej osobie udało się zbiec.

## Stosunek ludności polskiej
Pomimo niemieckich represji wobec Polaków niosących pomoc Żydom miejscowa ludność starała się pomagać osadzonym w getcie. Proboszcz falenickiej parafii (w latach 1938–1962 był nim ks. Sylwester Szulczyk) dawał miejscowym dziewczętom torby z jedzeniem, by przerzucały je za ogrodzenie getta. Choć zdarzały się donosy, to ukrywano w okolicy Żydów, którym udało się uciec. Pomagał im m.in. kolejarz Wacław Banasiuk.

### Ocaleli
Dzięki pomocy polskich sąsiadów wojnę przeżyli:
- Mieczysław Chodźko – po ucieczce z Treblinki ukrywała go rodzina Zaksów[12].
- Israel Cymlich – również uciekinier z obozu w Treblince, przeżył wojnę dzięki pomocy Zygmunta i Janiny Kobos, uznanych po wojnie przez Jad Waszem za Sprawiedliwych wśród Narodów Świata[13].
- Heniek Gołąbek – przechowywany przez p. Sobieraj[11].
- Helena Jeleniowa z małym chłopcem – ukrywana przez nieznanych Polaków[12].
- Jureczek Leczuk – ukrywany przez Józefę Zaks[11].
- Mordechaj Frydman – ukrywany przez Zygmunta i Janinę Kobos[14].
- Sara Nejwer
- Fania Stecher
- Pnina Srebrnik – ukrywane przez miejscowych[12].
- N.N chłopiec – przechowywany przez Urszulę Rybicką[11].
- N.N dziewczynka – uratowana przez dwie staruszki[11].
- N.N. kobieta z dzieckiem – ukrywana przez Janinę Jagielską, wdowę z trójką dzieci[12].

## Likwidacja getta
Rano 20 sierpnia 1942 roku getto zostało otoczone przez Niemców, mieszkańców spędzono na plac pomiędzy synagogą a torami kolejowymi. Niektórzy Żydzi nie chcieli opuścić domów i stawiali opór – mordowano ich na miejscu. Około godziny 14 przyprowadzono na plac grupę Żydów z getta w Rembertowie. Około godziny 18 uformowano kolumnę i odeskortowano ją na rampę kolejową stacji Warszawa Falenica, gdzie czekał już pociąg towarowy. W załadunku Niemcy wyręczali się granatową policją, szaulisami i Żydowską Służbą Porządkową. Po zakończeniu wpychania ludzi do wagonów, Niemcy wepchnęli do nich także policjantów żydowskich. W trakcie całej akcji strzelano do mieszkańców getta i bito ich pałkami. Następnie pociąg odjechał do Otwocka, gdzie po zabraniu reszty Żydów z otwockiego getta wywieziono wszystkich do obozu zagłady w Treblince.
Ogółem przez falenickie getto przeszło ok. 7500 osób. Wskutek głodu i epidemii zmarło ok. 1500 osób, podczas likwidacji getta 20 sierpnia 1942 rozstrzelano ok. 200 Żydów, 100 osób zamordowano w tartaku w maju 1943, a pozostali zginęli w obozie zagłady w Treblince.

## Upamiętnienie

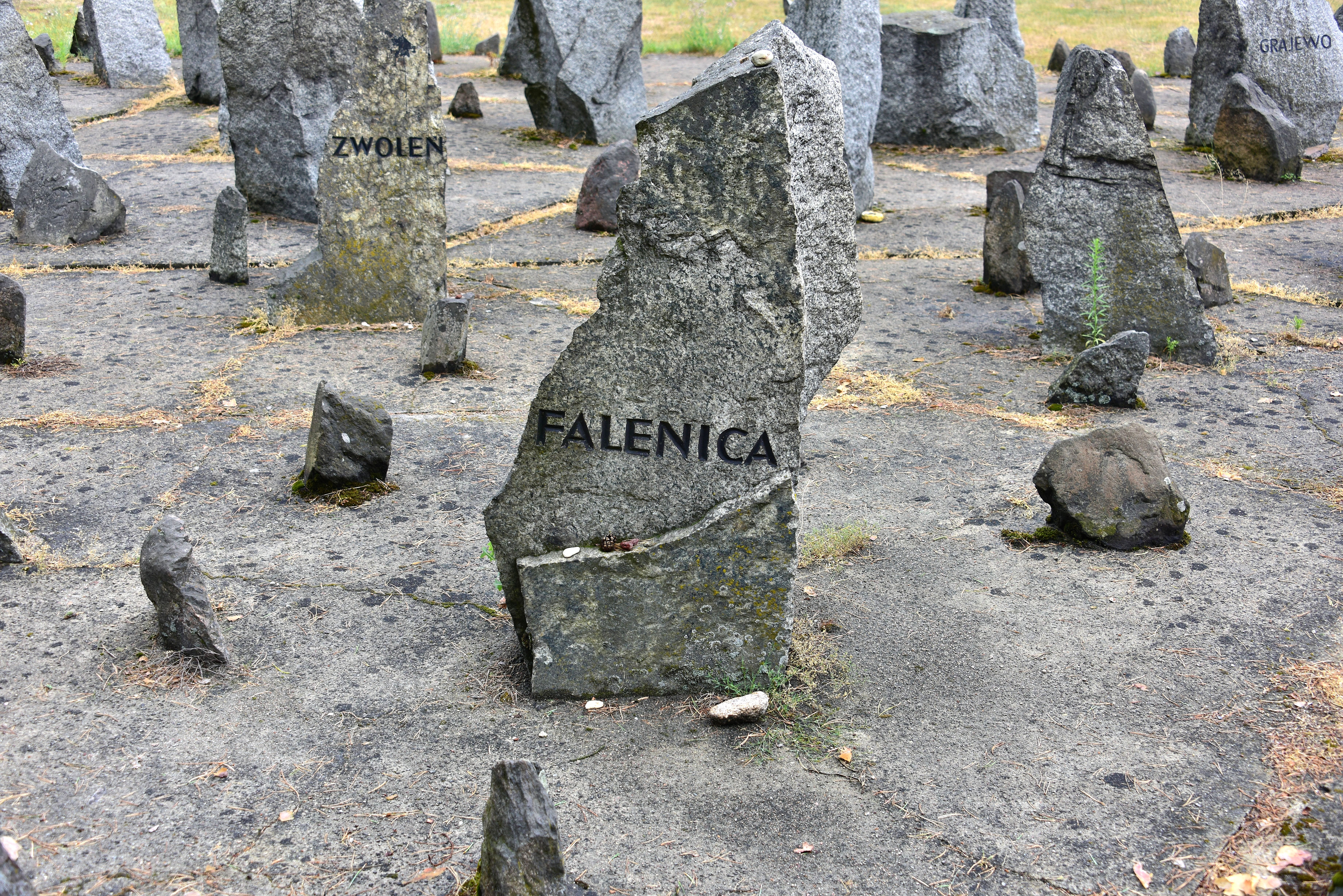
Pomnik Ofiar Obozu Zagłady w Treblince. Kamień upamiętniający Żydów z Falenicy

- W Falenicy naprzeciwko stacji kolejowej znajduje się pomnik, w kształcie pękniętego głazu, poświęcony zagładzie falenickich Żydów[16].
- Marsz pamięci Rembertów – Falenica[17].
- Żydzi z Falenicy zostali upamiętnieni jednym z kamieni z nazwą miasta, stanowiącym element pomnika Ofiar Obozu Zagłady w Treblince[18].